# デヴィッド・ウォルド
デヴィッド・ウォルド（David Wald）は、アメリカ合衆国のスタントマン、スタント・コーディネーター、演出家。

## 人物
カリフォルニア州立大学ノースリッジ校でラジオ・テレビ・映画を学び、1989年に『ミュータントタートルズ2』のレオナルドのスタントを担当し、デビュー。
ロサンゼルスでスタント・コーディネーター、セカンドユニット監督として活動。スタント以外では撮影監督、編集技師、ビジュアルエフェクトアーティストとしても活動している他、1998年から2005年までKRエンターテイメントにてプロダクション・オペレーションズ・マネージャーを務めていた。

## 参加作品

### テレビドラマ（出演）
- Renegade(1994) - スタント
- Sweet Valley High(1994) - スタント
- パワーレンジャー Mighty Morphin' Power Rangers(1994 - 1995) - ブルーレンジャー、ブラックレンジャー、ゴルダー、フラワーバスター、他
- マイティ・モーフィン・エイリアンレンジャー Mighty Morphin' Alien Rangers(1996) - テンガ・ウォーリアーズ
- パワーレンジャー・ジオPower Rangers Zeo(1996) -ジオレンジャー・2・グリーン、 ジオレンジャー・3・ブルー、コッグス
- Spy Game(1997) - スタント
- パワーレンジャー・ターボ Power Rangers Turbo(1997) - スタントドライバー
- Night Man(1997) - スタント
- パワーレンジャー・イン・スペース Power Rangers in Space(1998) - レオナルド、シルバーレンジャー
- パワーレンジャー・ロスト・ギャラクシー Power Rangers Lost Galaxy(1999) - スタント
- L.A. Heat(1999) - スタント
- Shasta McNasty(1999) - スタント
- エンジェル Angel(1999 - 2000) - スタント
- L.A.大捜査線 マーシャル・ロー Martial Law(1999 - 2000) - スタント
- パワーレンジャー・ライトスピード・レスキュー Power Rangers Lightspeed Rescue(2000) - スタント
- V.I.P. V.I.P.(2000) - スタント
- パワーレンジャー・タイムフォース Power Rangers Time Force(2001) - スタント
- The Tick(2002) - スタント
- パワーレンジャー・ワイルドフォース Power Rangers Wild Force(2002) -タイムフォースブルーレンジャー、 スタント
- ゴッサム・シティ・エンジェル Birds of Prey(2002) - スタント
- スレット・マトリックス Threat Matrix(2003) - スタント
- スレショールド Threshold(2005) - スタント
- CSI:科学捜査班 CSI: Crime Scene Investigation(2005) - スタント
- The Underground(2006) - スタント
- 検死医ジョーダン Crossing Jordan(2007) - スタント
- NUMBERS 天才数学者の事件ファイル Numb3rs(2007) - スタントドライバー
- マイネーム・イズ・アール My Name Is Earl(2007) - スタント
- CHUCK/チャック Chuck(2007) - スタント
- Midnight Man(2008) - スタント
- ザ･シールド 〜ルール無用の警察バッジ〜 The Shield(2008) - スタントドライバー
- 24 -TWENTY FOUR- 24(2009) - スタント
- No Ordinary Family(2010) - スタント
- メンタリスト The Mentalist(2011) - スタント
- トゥルーブラッド True Blood(2012) - スタント

### 映画（出演）
- ハード・ブラッド 黄飛鴻'92之龍行天下(1989) - スタント
- ミュータントタートルズ2 Teenage Mutant Ninja Turtles II(1991) - スタント用レオナルド
- カジノファイター/地獄の拳闘 Deadly Bet(1992) - スタント
- マックス・フォース Maximum Force(1992) - ファイター
- サイドキックス Sidekicks(1992) - スタント
- 殺人核弾頭キングコブラ Bad Blood(1994) - スタント
- パワーレンジャー・映画版 Mighty Morphin Power Rangers The Movie(1995) - ブルーレンジャー、スタントダブル（デビッド・ヨースト）
- エスケープ・フロム・L.A. Escape From L.A.(1996) - スタント
- Gangstaz (1996) - スタント
- グリマーマン The Glimmer Man(1996) - スタント
- ハイボルテージ High Voltage(1997) - スタント
- ビバリーヒルズ・ニンジャ Beverly Hills Ninja(1997) - スタント
- パワーレンジャー・ターボ・映画版・誕生!ターボパワー Turbo: A Power Rangers Movie(1997) - スタント
- 破壊王 DRIVE Drive(1997) - スタント
- スタークリスタル2 The Survivor(1998) - スタント
- The Wonderful Ice Cream Suit(1998) - スタントドライバー
- リーサル・ウェポン4  Lethal Weapon 4(1998) - スタント
- ブレイド Blade(1998) - スタント
- Soundman(1998) - スタント
- ファイト・クラブ Fight Club(1999) - スタント
- GEDO The Fatal Blade 外道(1999) - スタントドライバー
- Ultimate Target(2000) - スタント
- The Ides of March(2000) - スタント
- Russo(2000) - スタント
- ウィケッド・ゲーム Wicked Game(2000) - スタントドライバー
- BROTHER(2000) - スタント
- G-Men from Hell(2000) - スタント
- The Ghost(2001) - スタント
- ゴースト・オブ・マーズ Ghosts of Mars(2001) - スタント
- You Rock My World(2001) - スタント
- ザ・ワン The One(2001) - ファイヤースタントダブル（ジェット・リー）
- クン・パオ!燃えよ鉄拳 Kung Pow! Enter the Fist(2002) - スタント、ギャング・ファイター3
- タイムマシン The Time Machine(2002) - スタント
- スパイダーマン Spider-Man(2002) - スタント
- ウインドトーカーズ Windtalkers(2002) - スタント
- マイノリティ・リポート Minority Report(2002) - スタント
- ダーク・スティール Dark Blue(2002) - スタント
- 黒の怨 Darkness Falls(2003) - スタント
- ブルドッグ A Man Apart(2003) - スタント
- お坊ちゃまはラッパー志望 Malibu's Most Wanted(2003) - スタント
- ハルク Hulk(2003) - スタント
- ファンキー・モンキー Funky Monkey(2004) - スタント
- コンスタンティン Constantine(2005) - スタント
- セレニティー Serenity(2005) - スタント
- TV: The Movie(2006) - スタント
- パイレーツ・オブ・カリビアン/デッドマンズ・チェスト Pirates of the Caribbean: Dead Man's Chest(2006) - スタント
- パイレーツ・オブ・カリビアン/ワールド・エンド Pirates of the Caribbean: At World's End(2007) - スタント
- CODE;GENE コード;ジーン The Gene Generation(2007) - スタント
- 鉄板ニュース伝説 The Onion Movie(2008) - スタント
- スモーキング・ハイ Pineapple Express(2008) - スタント
- ぼくたちの奉仕活動 Role Models(2008) - スタント
- Baby(2008) - スタント
- ブラック・ダイナマイト Black Dynamite(2009) - スタントダブル（ジェームズ・マクマナス）
- ウィッチマウンテン/地図から消された山 Race to Witch Mountain(2009) - スタント
- ワナオトコ The Collector(2009) - ワーキンのスタント
- ザ・ウォーカー The Book of Eli(2010) - スタント、ギャング
- マイファミリー・ウェディング Our Family Wedding(2010) - スタント
- クロエ・モレッツ ジャックと天空の巨人 Jack and the Beanstalk(2010) - スタント
- ナイト&デイ Knight & Day(2010) - スタント
- The Healer(2011) - スタント
- The Between(2012) - スタント
- 俺たちサボテン・アミーゴ Casa de mi padre(2012) - スタント
- L.A. ギャング ストーリー Gangster Squad(2013) - スタント

### テレビ映画（出演）
- The Outsider(1998) - スタント
- Buddy Faro(1998) - スタント
- Partners(2000) - スタント、ギャング1
- Fearless(2003) - スタント
- The Year Without a Santa Claus(2006) - スタント

### オリジナルビデオ（出演）
- Mercenary(1996) - スタント
- ブレード/妖剣伝説 Sword of Honor(1996) - スタント
- ゾンビ・ザ・リターン The Dead Hate the Living!(2000) - スタント
- ゴッド・アーミー 聖戦 The Prophecy 3: The Ascent(2000) - スタントドライバー
- ミミック2 Mimic 2(2001) - スタントドライバー
- 沈黙の報復 Renegade Justice(2007) - スタント
- リアル・スピード Born to Race(2011) - スタントドライバー

### CM（出演）
- Turtle Action Figures(1997) - スタント
- アディダス(1998) - モンスター
- トヨタ自動車(1999) - スタント
- 日産自動車(2002) - スタント
- スウィングジム(2006) - スタント
- ホンダ(2008) - スタント

### その他（出演）
- マッドTV! MADtv(1995) - スタント
- Johnny X パイロットフィルム(1998) - スタント
- The Cult ミュージックビデオ(2001) - スタント
- マイケル・ジャクソン ミュージックビデオ(2002) - スタント
- バスタ・ライムス ミュージックビデオ(2003) - スタント

### テレビドラマ（スタッフ）
- パワーレンジャー Mighty Morphin' Power Rangers(1995 - 1996) - ファーストユニット・スタント・コーディネーター
- パワーレンジャー・ジオPower Rangers Zeo(1996) - ファーストユニット・スタント・コーディネーター
- パワーレンジャー・ターボ Power Rangers Turbo(1997) - ファーストユニット・スタント・コーディネーター
- パワーレンジャー・イン・スペース Power Rangers in Space(1998) - ファーストユニット・スタント・コーディネーター
- パワーレンジャー・ロスト・ギャラクシー Power Rangers Lost Galaxy(1999) - ファーストユニット・スタント・コーディネーター、Bカメラオペレーター
- ハイスクール・ニンジャ Supah Ninjas(2011) - スタント・コーディネーター、ファイト・コーディネーター
- The Division(2011) - スタント・コーディネーター

### 映画（スタッフ）
- 976-WISH(1997) - ファースト・アシスタントカメラ
- ドラキュリア Dracula 2000(2000) - アシスタント・エアリアル・リガー
- ウィケッド・ゲーム Wicked Game(2000) - 撮影監督
- キング・オブ・バイオレンス King of the Ants(2003) - スタント・コーディネーター（坂本浩一との連名）
- デアデビル Daredevil(2003) - ワイヤーチーム
- The Thirst(2005) - アクション監督
- ブロークン The Broken(2008) - スタント・コーディネーター
- NINJA ニンジャ in L.A. Hellbinders(2009) - 原作、監督（ヒロ・コーダ、ミッチ・グールドとの連名）、プロデューサー、ソード・コレオグラファー、編集、撮影監督、ADRスーパーバイザー、ビジュアルエフェクト・スーパーバイザー
- Disrupt/Dismantle(2010) - アクション・コーディネーター、エアリアル・フォトグラファー
- Love Like Bullets(2010) - 監督
- Lost in a Crowd(2011) - スタント・コーディネーター
- Attack of the 50ft Cheerleader(2012) - ファイト・コーディネーター

### テレビ映画（スタッフ）
- Guido(2011) - スタント・コーディネーター

### オリジナルビデオ（スタッフ）
- ヘルレイザー ゲート・オブ・インフェルノ Hellraiser: Inferno(2000) - スタント・コーディネーター（坂本浩一との連名）

### ドキュメンタリー（スタッフ）
- Buried in the Sand: The Deception of America(2004) - 監督、編集
- John Holmes: The Man, the Myth, the Legend(2004) - 製作総指揮、監督、編集

### その他（スタッフ）
- Eyeshine ミュージックビデオ(2009) - 監督
- Cellphish ミュージックビデオ(2009) - 監督
- Dead Lazlo's Place ミュージックビデオ(2009) - 監督
- Car Science(2011) - スタント・コーディネーター

## 受賞・ノミネート歴
- 2002年トーラス・ワールド・スタント・アワード・ファイヤースタント賞候補『ザ・ワン』[1]。
- 2003年トーラス・ワールド・スタント・アワード・ファイヤースタント賞候補『ウインドトーカーズ』[1]。
- 2008年全米映画俳優組合賞・スタントアンサンブル賞候補『パイレーツ・オブ・カリビアン/ワールド・エンド』[1]。